# Yo soy el Amor
Yo soy el Amor (título original en francés: À coeur joie o en inglés: Two weeks in September) es una película francesa de 1967 dirigida por Serge Bourguignon y protagonizada por Brigitte Bardot y Laurent Terzieff.

## Argumento
Cecile (Bardot) es una bonita joven francesa casada con un hombre mucho mayor de nacionalidad inglesa. Ella ama a su marido y parece estar satisfecha con su vida, hasta que conoce a un hombre más joven (Laurent Terzieff) y siente pasiones olvidadas que confunden sus sentimientos. En ese punto esta confrontada por dos opciones: quedarse com el amor seguro y tranquilo de su marido, o escaparse para la excitación y la aventura con un nuevo amor.

## Reparto
- Brigitte Bardot: Cécile
- Laurent Terzieff: Vincent
- Jean Rochefort: Philippe
- James Robertson Justice: McClintock
- Michael Sarne: Dickinson
- Georgina Ward: Patricia
- Carole Lebel: Monique